# Riders of Vengeance
Riders of Vengeance er en amerikansk stumfilm fra 1919 af John Ford.

## Medvirkende
- Harry Carey som Cheyenne Harry
- Seena Owen
- Joe Harris som Gale Thurman
- J. Farrell MacDonald som Buell
- Alfred Allen